# إيفاندورو (لاعب كرة قدم)
إيفاندورو (بالبرتغالية: Evandro Carlos Escardalete‏) هو لاعب كرة قدم برازيلي في مركز الهجوم، ولد في 12 فبراير 1974 في موجي غواكو في البرازيل. لعب مع نادي أيه بي سي ونادي ريو أفي ونادي كريسيوما ونادي ميراسول.

## وصلات خارجية
- إيفاندورو (لاعب كرة قدم) على موقع قاعدة بيانات كرة القدم.إي يو (الإنجليزية)
- إيفاندورو (لاعب كرة قدم) على موقع Soccerway.com (الإنجليزية)